# Klaudiusz II Gocki
Klaudiusz II Gocki, Marcus Aurelius Valerius (?) Claudius Gothicus (ur. 10 maja 213 lub 214, zm. 270) – cesarz rzymski panujący od 268 do 270 roku.

## Postać
Wśród rzymskich imperatorów Klaudiusz II jest swoistym wyjątkiem. Zapewne o żadnym cesarzu rzymskim nie zachowało się bowiem tyle sprzecznych i fikcyjnych danych dotyczących jego osoby i związków rodzinnych. Przypisywano mu więc, iż był jakoby synem młodocianego imperatora Gordiana III (238-244), krewnym późniejszego cesarza Probusa (276-282) oraz prastryjem cezara Konstancjusza Chlorusa (ojca Konstantyna Wielkiego) (305-306). Wywodzono jego pochodzenie od Flawiuszów, a nawet od trojańskiego króla Ilosa. Choć jako miejsce urodzenia konkretnie wymienione jest Sirmium w Panonii Dolnej, według innych wiadomości pochodził z nadmorskiej Dalmacji lub był Dardanem z Górnej Mezji. Przez długi czas wysuwano także wątpliwości, czy w ogóle nosił nazwisko Waleriusz; potwierdzałoby to jednak oprócz wzmianki Trebeliusza Poliona w Historia Augusta (18,3) także odosobnione źródło numizmatyczne.
Brak jest również jego wiarygodnych wyobrażeń. Jedyną podobizną uchodzącą za dość pewną jest popiersie z brązu ze śladami pozłoty, znalezione w Brescii i znajdujące się w tamtejszym muzeum Santa Giulia. Dość wiarygodne portrety na monetach przedstawiają go jako najwidoczniej szczupłego, żylastego mężczyznę o pociągłej, kościstej twarzy z wyrazistym podbródkiem i nosem, niedużych, zwisających wąsach i o krótkich, nieco wijących się włosach. Miał odznaczać się wielką siłą fizyczną – według jednej z relacji wybijał zęby zwierzętom i ludziom jednym uderzeniem pięści.
Nic bliższego i pewnego nie wiemy też o jego rodzinie. Urodzony w 213 (lub 214) roku najprawdopodobniej na terenie Illyrikum, mógł pochodzić ze stanu ekwickiego. O tym jednak, że raczej nie należał do znakomitszego czy dawniejszego rodu, świadczyć może miano Marek Aureliusz, jakie wszystkim wolnym mieszkańcom Cesarstwa ustawowo przyznawał wraz z rzymskim obywatelstwem edykt Karakalli z 212 roku Był najpewniej bezżenny, na co wskazywałby zupełny brak monet bitych zwykle w imieniu małżonki-cesarzowej, i nie pozostawił potomstwa. Wiadomo, że jego bratem był Kwintyllus, ogłoszony cesarzem jako następca, lecz poza nim podobno miał też brata Kryspusa.

## Życie
Najpewniej od początku Klaudiusz związany był z armią, pełniąc w niej różne funkcje i awansując stopniowo. Za panowania Decjusza miał dowodzić oddziałem broniącym Termopil przed Gotami. Za Galiena podobno uczestniczył w wyprawie do Panonii przeciw uzurpatorowi Ingenuusowi i został ranny w bitwie pod Mursją. W r. 265 brał udział w kampanii galijskiej przeciw Postumusowi, a przypuszczalnie w początkach 268 mianowany został przez cesarza dowódcą jazdy (magister equitum) na miejsce zbuntowanego Aureolusa. Podobno cieszył się pełnym zaufaniem Galiena, dlatego niejasna pozostaje jego rola w zamachu pod Mediolanem, w którym zgładzono imperatora. Konsekwencją przynależności do spisku musiało być jednak ogłoszenie Klaudiusza cesarzem jesienią 268 r., co nie od razu też spotkało się z aprobatą wojska, którego nastroje uśmierzono dopiero sporą donatywą.

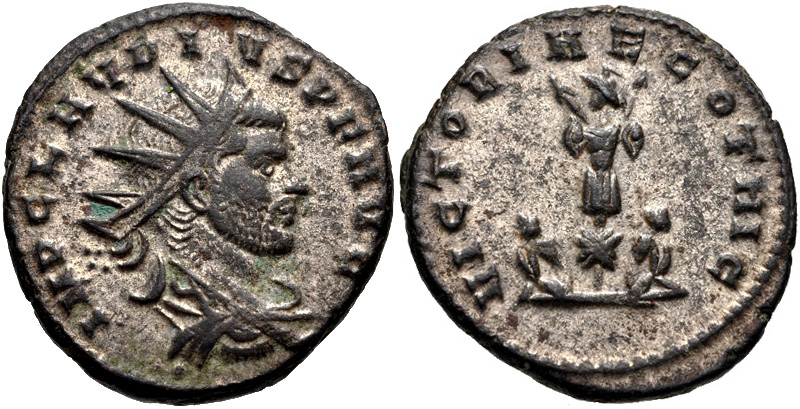
Dwudenar poświęcony zwycięstwu nad Gotami – Victoriae Gothic[ae] (rewers) z połowy 269 r.

Po przejęciu władzy krótko przebywał w Rzymie, gdzie objął konsulat na r. 269, a następnie zmuszony był wyruszyć przeciw Alamanom, którzy przez Recję wtargnęli do północnej Italii. Zadał im wówczas klęskę w okolicach jeziora Garda (Lacus Benacus), co zyskało mu przydomek Germanicus Maximus uwidoczniony na niektórych monetach. Następnie pospiesznie udał się na Półwysep Bałkański, by tam przeciwstawić się potężnej inwazji Gotów, m.in. oblegających ważną strategicznie Tesalonikę. Pod Naissus w Mezji (dzisiejszy Nisz w Serbii) odniósł nad nimi zdecydowane zwycięstwo, któremu zawdzięczał przydomek Gothicus Maximus nadany przez senat. Działania przeciw Gotom prowadził i później aż do śmierci.
Był w trakcie przygotowań do kampanii wojennej przeciwko Wandalom, gdy zmarł (prawdopodobnie we wrześniu 270) w Sirmium (dzis. Sremska Mitrovica w serbskiej Wojwodinie) jako jedna z wielu ofiar epidemii dżumy (lub ospy), zapewne przywleczonej przez Gotów. Wokół jego śmierci powstała legenda, że kierując się wskazaniem z Ksiąg Sybillińskich jakoby ofiarował swe życie bogom w zamian za zwycięstwo pod Naissus. Sprzyjało to szerzeniu się jego sławy i popularności także po śmierci, przy przesadnym podkreślaniu jego czynów i zasług jako władcy idealnego, współdziałającego z senatem (w odróżnieniu od poprzednika). Dzięki temu zaliczono go w poczet cesarzy ubóstwionych. 
W dziejach późnego imperium wyróżniał go fakt, że od 60 lat (panowania Septymiusza Sewera) był pierwszym władcą, który zakończył życie śmiercią naturalną.

## Ocena panowania

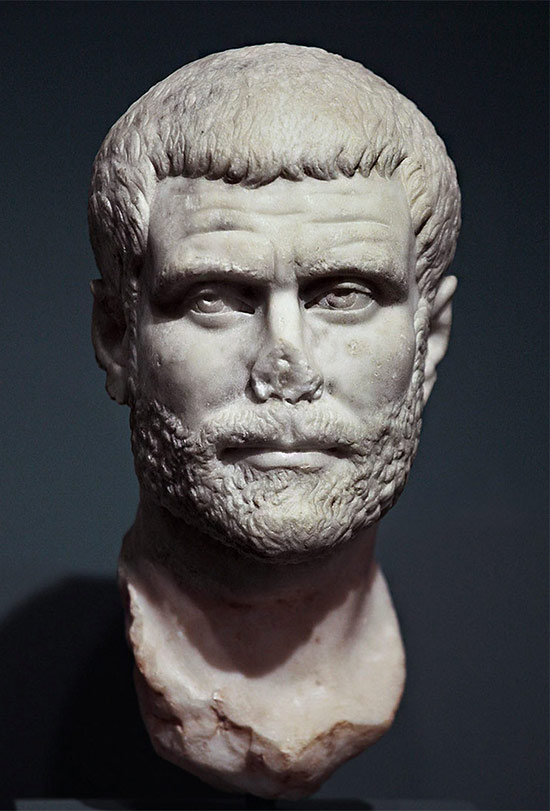
Klaudiusz Gocki (głowa portretowa ze zbiorów muzeum w Worcester)

W ciągu krótkiego panowania władzę jego uznawano w najważniejszej, centralnej części terytoriów cesarstwa. Bezustanne zaangażowanie na Bałkanach uniemożliwiło Klaudiuszowi skuteczne interweniowanie w pozostałe problemy imperium. Nie uporał się z uzurpatorami w tzw. Imperium Galliarum ani nie był w stanie przeciwstawić się działaniom władczyni Palmyry – Zenobii, która powiększała swą domenę na Bliskim Wschodzie. Na czas jego panowania ma też przypadać krótkotrwała rebelia Cenzoryna (269-270?) prawdopodobnie na północy Italii. Do politycznych sukcesów należałoby zaliczyć powrót Hiszpanii (Tarraconensis) wraz z Galią Lugduńską, które w tych latach odpadły od ziem uzurpatorów galijskich. Podjął energiczne działania dla zwalczenia plagi piractwa na Morzu Egejskim, uciążliwej dla handlu i osłabiającej gospodarkę.
W zakresie polityki wewnętrznej Klaudiusz kontynuował politykę Galiena co do wymiany kadry dowódczej z osób pochodzenia senatorskiego na ekwitów. Propagował w wojsku idee zgody i wierności armii panującemu, co uwidaczniają też hasła na jego monetach (Concordia Exercitus, Fides Militum). Nawet w zewnętrznych oznakach przejawiał tradycjonalizm – odnotowano np. iż był ostatnim cesarzem używającym togi w dawnej formie. Mimo usilnego popierania tradycyjnych rzymskich wartości i kultu dawnych bóstw, kontynuował również politykę religijnej tolerancji wprowadzoną przez Galiena. Chociaż historycy Kościoła (Euzebiusz z Cezarei, Sulpicjusz Sewer) oceniają jego panowanie jako czas spokojny dla chrześcijan, Acta Martyrum wymieniają kilku męczenników, wśród których wyróżnia się św. Walenty.
W kwestiach społecznych Klaudiusz też starał się chronić drobnych rolników przed wielkimi właścicielami ziemskimi. Nie miało to jednakże istotnego wpływu na pogłębiającą się zapaść ekonomiczną imperium. Wzrost cen i dewaluacja pieniądza osiągnęły za jego rządów punkt szczytowy, a dawny dwudenar (antoninian) zamienił się w niskowartościową monetę brązową.

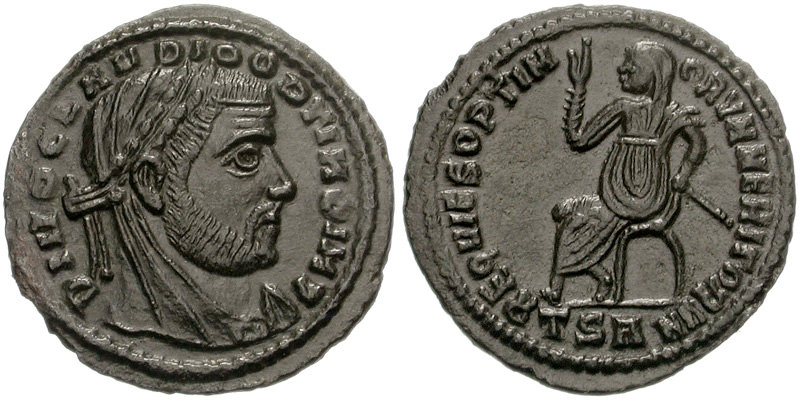
Dedykowana Klaudiuszowi moneta Konstantyna Wielkiego – Divo Claudio Optimo Imp[eratori]

Mimo braku potomstwa i liczących się sukcesorów (rządy jego brata trwały nie dłużej niż 2-3 miesiące), Klaudiusz zapoczątkował swoisty ciąg dynastyczny, gdyż dalsi następcy pochodzenia illiryjskiego tradycyjnie przyjmowali po nim miano Marcus Aurelius. Do koneksji rodzinnych odwoływał się później Konstantyn Wielki przyjmując, iż łączy ich nazwisko rodowe Waleriusz i z powoływaniem się na pokrewieństwo z bratem – Kryspusem poprzez córkę tegoż – Klaudię. Wydaje się, że pośmiertnie Klaudiusz zyskał zresztą więcej czci i honorów niż za życia – Konstantyn polecił nawet wybijać do obiegu specjalne monety komemoratywne sławiące go jako „boskiego” i „najlepszego cesarza” (Divo Claudio Optimo Imperatori).
Chociaż wśród władców późnorzymskich Klaudiusz II pozostaje postacią dość znaną (mimo krótkotrwałego panowania), to jednak wciąż stosunkowo niejasną. Jego dane biograficzne i oceny zawarte w tradycyjnej historiografii „prosenatorskiej” należy traktować ze znaczną ostrożnością. Pewne natomiast jest to, iż był cesarzem dobrym, który miał znaczny wkład w obronę i próby odnowy upadającego cesarstwa, co wśród panujących w Rzymie III stulecia nie zdarzało się zbyt często. Pośród imperatorów z szeregów armii zapoczątkował okres rządów grupy tzw. cesarzy illiryjskich – aż po Dioklecjana i jego współtowarzyszy.